# بيلي ويلان (لاعب كرة قدم)
بيلي ويلان (بالإنجليزية: Billy Whelan)‏ (20 فبراير 1906 في المملكة المتحدة - 1982 في المملكة المتحدة) هو لاعب كرة قدم بريطاني (وحمل سابقاً جنسية المملكة المتحدة لبريطانيا العظمى وأيرلندا) في مركز الظهير. لعب مع نادي ساوثيند يونايتد ونادي سندرلاند ودارلينجتون إف سى.